# Nina Leenová

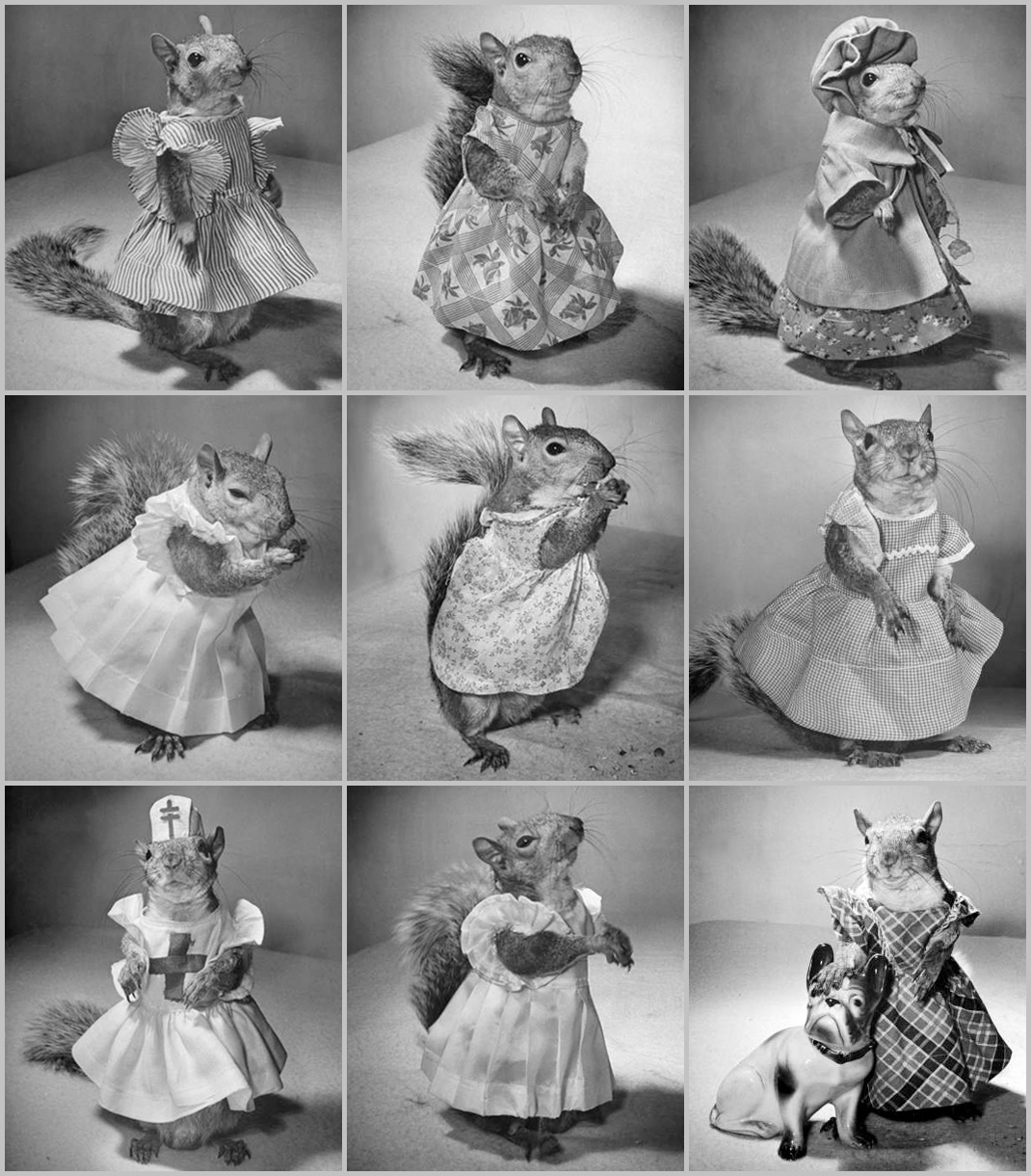
Veverka Tommy Tucker pro magazín LIFE, 1944

Nina Leenová (nepřechýleně Nina Leen; 1914 – 1. ledna 1995) byla americká fotografka narozená v Ruské říši. Byla stálou přispěvatelkou do magazínu Life. Je známá především svými fotografiemi zvířat, mnohé vydané v knižní podobě, a také svými portréty.

## Životopis
Leenová se narodila v Rusku (pravděpodobně mezi lety 1909 a 1914, i když svůj věk tajila), studovala malbu v Berlíně. Než v roce 1939 emigrovala do Spojených států, žila také v Itálii a Švýcarsku. Její první fotografie, které byly publikovány v Life v dubnu 1940, byly želvy ze Zoo Bronx, pořízené fotoaparátem Rolleiflex. I když se nikdy nestala fotografkou v Life, přispívala jako smluvní fotografka až do ukončení časopisu v roce 1972. Leenová byla plodnou fotografkou módy pro Life a byla dlouho vdaná za módního fotografa Serge Balkina. Na mezinárodní putovní výstavě Lidská rodina byla oceněna zahrnutím dvou jejích fotografií Edwardem Steichenem ; jedna fotografie dítěte u tabule, druhá několik generací farmářské rodiny Ozark (později vybrané Carlem Saganem pro zlaté desky Voyageru).
V průběhu let stála Leenová za více než padesáti obálkami časopisů a přispěla nesčetnými zprávami z celého světa, včetně příběhu jejího psa Luckyho, který začal v roce 1949 a později vedl ke knize. Kromě mnoha příběhů o zvířatech je známá tím, že ve 40. a 50. letech 20. století zachytila mladé lidi a skupinu umělců známou jako The Irascibles. Dokumentovala také evropské královské rodiny, modelky, tanec a herečky. Od roku 1973 Leenová horlivě pokračovala ve vydávání své práce v knižní podobě, včetně jejích pozoruhodných snímků netopýrů, které nazývala létající koťata.
Zemřela dne 1. ledna 1995, ve věku 88 let, ve svém domě v New Yorku.

## Publikace
- LEEN, Nina; MACKLAND, Ray. Lucky, the Famous Foundling: Photogr. by Nina Leen, Text by Ray Mackland. [s.l.]: Wyn, 1951.
- LEEN, Nina; NOVICK, Alvin. The World of Bats. [s.l.]: Holt, Rinehart and Winston, 1969.
- LEEN, Nina. Women, Heroes, and a Frog. [s.l.]: Rolf Harris, 1970. ISBN 978-0-393-08624-9.
- LEEN, Nina; DAVIS, Joseph Anthony. And then there were none: America's vanishing wildlife. [s.l.]: Holt, Rinehart and Winston, 1973. ISBN 978-0-03-007466-0.
- LEEN, Nina. Dogs of All Sizes. [s.l.]: Amphoto, 1974. ISBN 978-0-8174-0567-0.
- LEEN, Nina. Love, Sunrise, and Elevated Apes. [s.l.]: Norton, 1974. ISBN 978-0-393-08699-7.
- LEEN, Nina. Images of Sound. [s.l.]: W. W. Norton, 1977. ISBN 978-0-393-08800-7.
- LEEN, Nina. Monkeys. [s.l.]: Henry Holt, 1978. ISBN 978-0-03-044001-4.
- LEEN, Nina. Snakes. [s.l.]: Holt, Rinehart and Winston, 1978. ISBN 978-0-03-039926-8.
- LEEN, Nina. Taking pictures. [s.l.]: Avon, 1980. ISBN 978-0-380-49205-3.
- LEEN, Nina. Cats. [s.l.]: Holt, Rinehart, and Winston, 1980. ISBN 978-0-03-052331-1.
- LEEN, Nina. Rare and Unusual Animals. [s.l.]: Henry Holt, 1981. ISBN 978-0-03-057478-8.

## Galerie

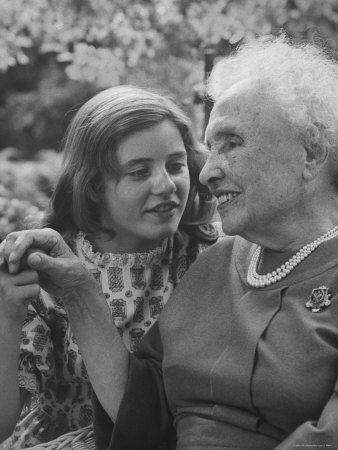
Herečky Patty Duke a Helen Keller
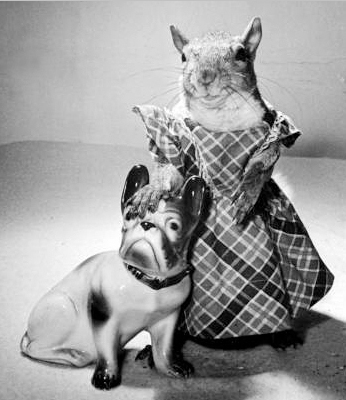
Veverka Tommy Tucker
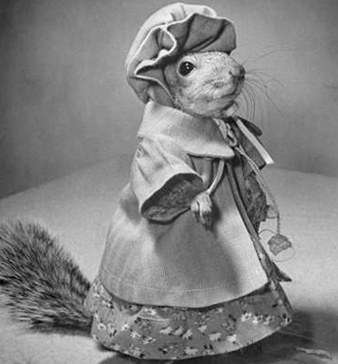
Tommy Tucker